# Final da Copa da Ásia de 2019
A final da Copa da Ásia de 2019 foi uma partida de futebol disputada entre as seleções do Catar e do Japão, confronto que determinou a equipe campeã da décima sétima edição do torneio asiático, que reúne seleções masculinas das federações membros da Confederação Asiática de Futebol. A partida foi realizada no Estádio Xeique Zayed, em Abu Dhabi, nos Emirados Árabes Unidos, país-sede, no dia 1 de fevereiro de 2019.
A seleção japonesa havia vencido todas as quatro finais anteriores em que alcançou na competição, em 1992, 2000, 2004 e 2011, enquanto a seleção catari chegava à sua primeira final, sem sofrer nenhum gol nas seis partidas anteriores. O Catar venceu por 3–1 marcando duas vezes no primeiro tempo e uma vez de pênalti no final do segundo tempo, tornando-se campeão pela primeira vez. A torcida catari, no entanto, não pôde comparecer ao estádio devido à crise diplomática no país.

## Local
O Estádio Xeique Zayed, situado da capital dos Emirados Árabes Unidos, Abu Dhabi, maior estádio do país, sediou a final da Copa da Ásia de 2019. Construído com capacidade para 43 000 torcedores em 1980, é usado principalmente para receber os confrontos da seleção emiradense. Anteriormente, o estádio foi palco da final da Copa da Ásia de 1996 e da final da Copa do Mundo Sub-20 de 2003, bem como da final da Copa do Mundo de Clubes de 2018. A Autoridade de Estradas e Transporte chegou a solicitar licitações independentes em 2015 para construir um estádio de 60 000 lugares, que serviria para este confronto, mas o pedido não foi aceito e o Xeique Zayed foi confirmado como local da partida de abertura e da final em 2017.

## Caminhos até a final
| Equipe        | P | J | V | E | D | GP | GC | SG |
| ------------- | - | - | - | - | - | -- | -- | -- |
| Japão         | 9 | 3 | 3 | 0 | 0 | 6  | 3  | +3 |
| Uzbequistão   | 6 | 3 | 2 | 0 | 1 | 7  | 3  | +4 |
| Omã           | 3 | 3 | 1 | 0 | 2 | 4  | 4  | 0  |
| Turcomenistão | 0 | 3 | 0 | 0 | 3 | 3  | 10 | –7 |

| Equipe          | P | J | V | E | D | GP | GC | SG  |
| --------------- | - | - | - | - | - | -- | -- | --- |
| Catar           | 9 | 3 | 3 | 0 | 0 | 10 | 0  | +10 |
| Arábia Saudita  | 6 | 3 | 2 | 0 | 1 | 6  | 2  | +4  |
| Líbano          | 3 | 3 | 1 | 0 | 2 | 4  | 5  | –1  |
| Coreia do Norte | 0 | 3 | 0 | 0 | 3 | 1  | 14 | –13 |

### Japão

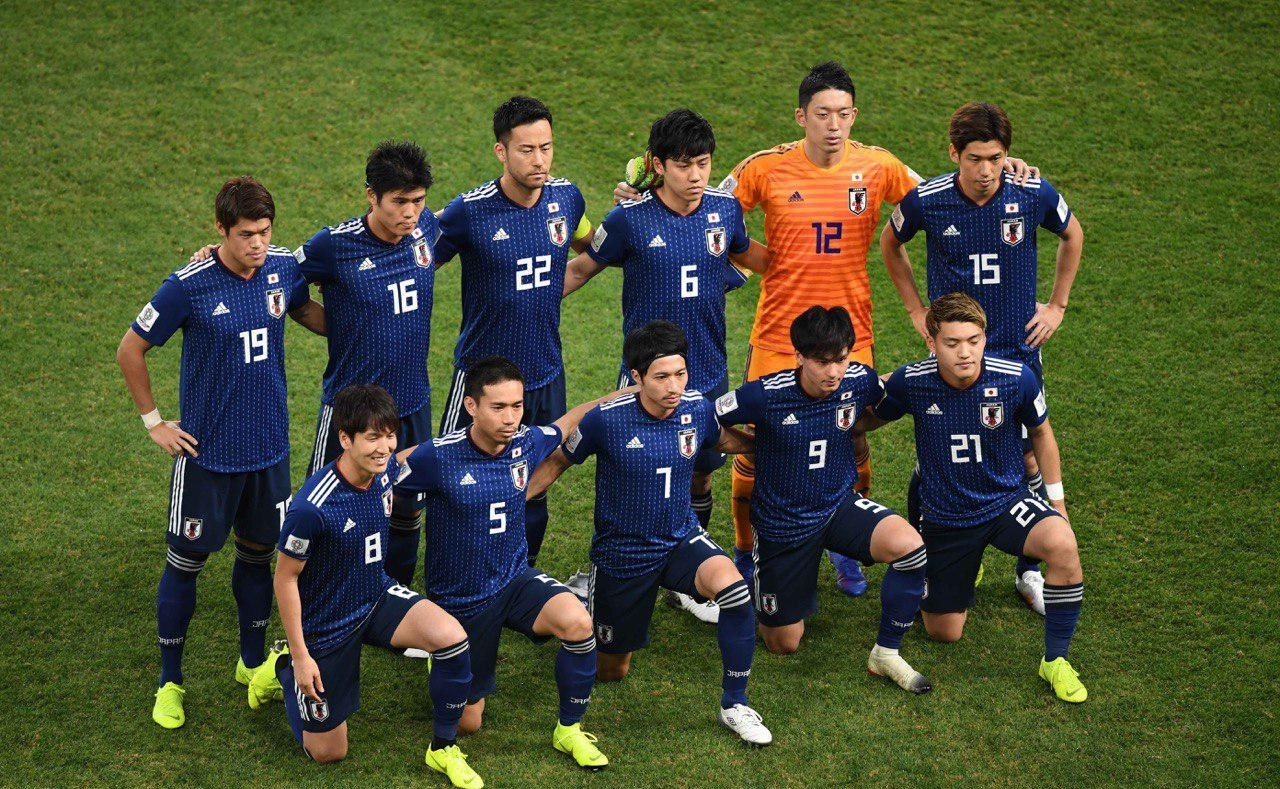
Equipe japonesa titular na partida contra o Irã pelas semifinais.

O Japão é a nação mais bem-sucedida na Copa da Ásia, sendo tetracampeã, com o último título conquistado na edição de 2011. A equipe se classificou para a competição liderando o Grupo E do torneio de qualificação com um recorde invicto de sete vitórias e um empate, com 27 gols marcados e nenhum gol sofrido. Depois que a equipe foi derrotada nas oitavas de final da Copa do Mundo de 2018, o técnico Akira Nishino foi substituído por Hajime Moriyasu, que havia auxiliado Nishino e atuado como treinador da equipe sub-23 que se preparava para os Jogos Olímpicos de Verão de 2020. Moriyasu optou por excluir vários jogadores veteranos de sua equipe para a Copa da Ásia, incluindo o meio-campista Shinji Kagawa e o atacante Shinji Okazaki, com o objetivo de expor jogadores mais jovens e em forma à competição internacional. Durante o comando de Moriyasu, a equipe conseguiu ficar invicta em cinco partidas antes do início do torneio.
Em sua partida de estreia na Copa da Ásia de 2019, o Japão enfrentou o Turcomenistão e sofreu um gol aos 26 minutos, um remate de longa distância de Arslanmyrat Amanow, e foi ao intervalo perdendo por 1 a 0. O Japão virou a partida no segundo tempo com dois gols de Yuya Osako, marcados aos 56 e 60 minutos, e ampliou com o terceiro gol de Ritsu Doan onze minutos depois. A vantagem foi reduzida para 3-2 por um pênalti convertido aos 78 minutos por Ahmet Ataýew. Em entrevista após a vitória, Moriyasu reconheceu que a equipe lutou na partida contra o Turcomenistão e elogiou seu desempenho antes de acrescentar que precisaria melhorar para avançar da fase de grupos. Em sua segunda partida contra Omã, o Japão teve várias chances iniciais claras não convertidas em gols antes de receber um pênalti aos 28 minutos após desarme com falta sobre Genki Haraguchi, que marcou. A vitória por 1 a 0 sobre a equipe omani deu à seleção japonesa a classificação antecipada para a fase final. Com isso, o técnico Moriyasu colocou em campo uma equipe titular totalmente diferente – com exceção do atacante Koya Kitagawa, para a última partida da fase de grupos contra o Uzbequistão. Depois de sofrer um gol aos 40 minutos, marcado por Eldor Shomurodov, o Japão respondeu com um gol de cabeça de Yoshinori Muto aos 43 minutos e um arremate de longa distância de Tsukasa Shiotani aos 58 minutos. Assim, com a vitória de 2-1, conquistou o primeiro lugar no Grupo F.
Nas oitavas de final, enfrentou a Árabia Saudita e jogou defensivamente em campo, performance semelhante às duas primeiras partidas da fase de grupos. O Japão avançou com uma vitória por 1-0 sobre os sauditas em um cabeceio aos 20 minutos marcado por Takehiro Tomiyasu. As quartas de final marcaram a estreia do sistema de árbitro assistente de vídeo (VAR) na Copa da Ásia e foi usado no confronto japonês contra o Vietnã, anulando um gol aos 25 minutos por toque de mão e dando ao Japão um pênalti aos 57 minutos, convertido por Doan, que deu à sua equipe a vitória de 1-0. Moriyasu defendeu os resultados da equipe após receber críticas sobre o estilo defensivo de jogo da equipe, que contava com um número de gols abaixo do esperado na fase de grupos e nas oitavas de final. Jogando nas semifinais contra o Irã, que não havia sofrido nenhum gol na competição até então, as duas equipes empataram em 0-0 no primeiro tempo. Após ajustes em seu ataque no intervalo, a equipe surpreendeu com uma vitória de 3-0 no segundo tempo, levando o Japão para sua quinta final. Osako marcou dois gols com uma cabeçada aos 56 minutos e um pênalti aos 67 minutos; Haraguchi, em seguida, acrescentou o terceiro em uma bola parada para selar a vitória da equipe.

### Catar

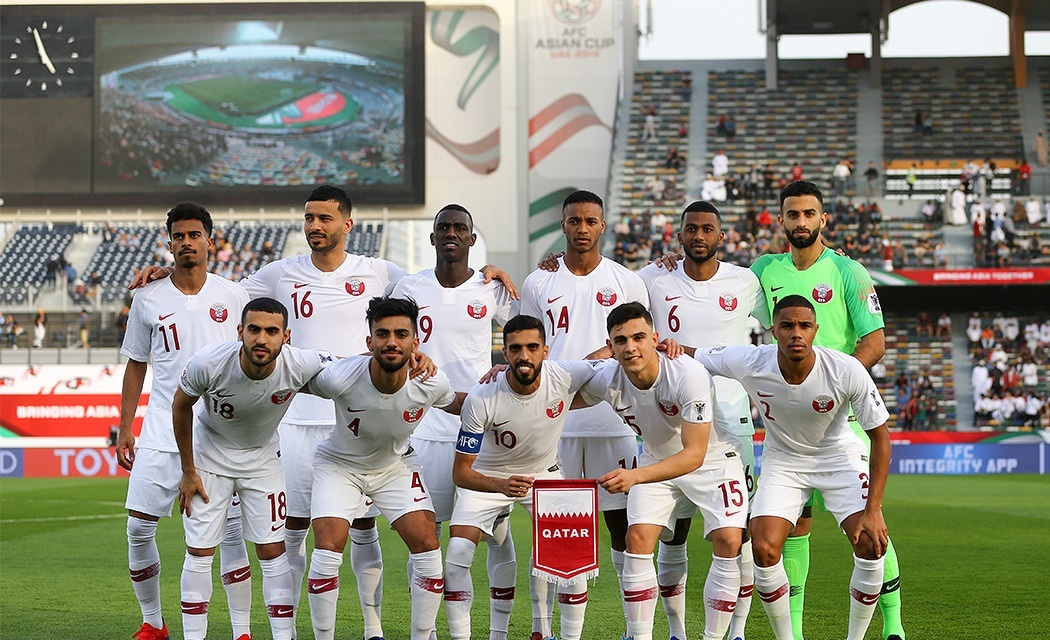
Equipe catari titular na partida contra a Coreia do Sul pelas quartas de final.

O Catar já participou de nove edições anteriores da Copa da Ásia, avançando duas vezes na fase de grupos em 2000 e 2011 antes de ser eliminado nas quartas de final. O país foi selecionado para sediar a Copa do Mundo de 2022 e ganhou uma vaga de qualificação, o que levou a equipe a começar a se preparar para o cenário mundial. O ex-técnico do Barcelona, Félix Sánchez Bas, foi nomeado técnico das seleções sub-23 e sênior em 2017, cultivando um estilo voltado para o ataque e utilizando jovens talentos que surgiram desde o anúncio da Copa do Mundo.
Na segunda rodada do torneio de qualificação para a Copa da Ásia, o Catar ficou em primeiro lugar com um recorde de sete vitórias e uma derrota - incluindo uma goleada de 15-0 sobre o Butão, o melhor resultado da história da seleção catari. Embora seu desempenho na segunda rodada os tenha qualificado para a Copa da Ásia, a equipe não conseguiu garantir uma vaga para a Copa do Mundo de 2018, ficando em último lugar em seu grupo, com sete derrotas em dez partidas. Sánchez convocou uma equipe jovem, incluindo onze membros com menos de 22 anos, que era principalmente composta por jogadores do Al-Duhail Sports Club e Al-Sadd Sports Club, equipes da Qatar Stars League, assim como por campeões do Campeonato Asiático de Futebol Sub-19 de 2014. Em dois amistosos anteriores à Copa da Ásia, venceu a Suíça por 1-0 e empatou em 1-1 com a Islândia. A equipe foi afetada pela crise diplomática em curso entre o Catar e uma coalizão de países do Oriente Médio e líderes muçulmanos da Arábia Saudita e do próprio país-sede, Emirados Árabes Unidos, fazendo com que funcionários da federação e jornalistas tivessem acessos negados de voo e entrada.
O Catar entrou no Grupo E e abriu sua campanha na Copa da Ásia contra o Líbano, vencendo por 2 a 0 com gols marcados no segundo tempo pelo zagueiro Bassam Al-Rawi e pelo atacante Almoez Ali. Foi a primeira vez que o Catar venceu uma partida da Copa da Ásia em outro país. Em sua segunda partida, enfrentando a Coreia do Norte na frente de um público estimado de apenas 452 espectadores no Estádio Internacional Xeque Khalifa, venceu por 6-0 com quatro gols de Ali, um de Boualem Khoukhi e um de Abdelkarim Hassan para chegar à fase eliminatória com antecedência. A última partida da fase de grupos contra a Arábia Saudita foi apelidado de "Derby do Bloqueio", referindo-se ao bloqueio terrestre, aéreo e marítimo, e foi vencido por 2 a 0 pelo Catar com dois gols marcados por Ali para liderar seu grupo isoladamanete.
O time enfrentou o Iraque nas oitavas de final e venceu por 1 a 0, com o único gol da partida vindo de uma cobrança de falta convertida por Bassam Al-Rawi aos 62 minutos. Em seguida, jogou contra a Coreia do Sul, vice-campeã em 2015, assinalando uma vitória por 1-0 em um gol de Abdulaziz Hatem aos 78 minutos e fazendo com que a equipe catari enfrentasse os anfitriões na etapa seguinte. A semifinal, apelidada de "Derby do Bloqueio II", foi disputada na assistida por 38 646 espectadores no Estádio Mohammed Bin Zayed, onde torcedores emiradenses lançaram sandálias e garrafas de água nos jogadores do Catar. Khoukhi marcou o primeiro gol do Catar aos 22 minutos e, em seguida, Ali ampliou, com seu oitavo gol no torneio, tornando-se o maior artilheiro da história da competição. Um gol de Hassan Al-Haydos aos 80 minutos e do substituto Hamid Ismail nos acréscimos deu à seleção catari uma vitória por 4 a 0, chegando à sua primeira final, sem sofrer um gol sequer, feito conquistado apenas pela seleção sul-coreana na edição anterior.

## Pré-jogo

### Arbitragem

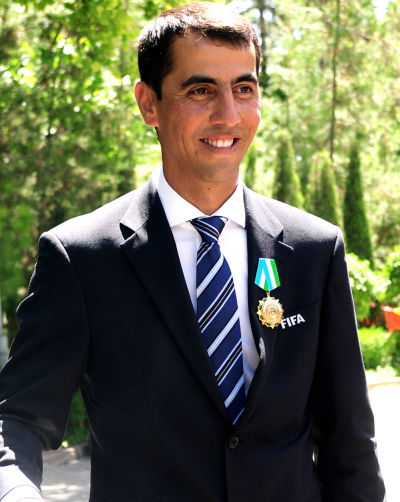
O uzbeque Ravshan Irmatov foi o árbitro da final.

O árbitro uzbeque Ravshan Irmatov foi selecionado para liderar a equipe de arbitragem para a final, que foi anunciada pela AFC em 30 de janeiro de 2019, dois dias antes da partida. Ele já atuou em três Copas do Mundo FIFA, nos Jogos Olímpicos de Verão de 2012, na Copa do Mundo de Clubes da FIFA e na Copa das Confederações da FIFA. A final é a quinta partida de Irmatov como árbitro durante o torneio, tendo arbitrado duas partidas da fase de grupos e duas partidas eliminatórias. Seus compatriotas Abdukhamidullo Rasulov e Jakhongir Saidov foram escolhidos como bandeirinhas, enquanto o chinês Ma Ning foi o quarto árbitro. O italiano Paolo Valeri foi nomeado árbitro assistente de vídeo, presidindo o primeiro uso da tecnologia na final da Copa da Ásia. Muhammad Taqi, de Singapura, e Chris Beath, da Austrália, foram os assistentes de Valeri.

### Elegebilidade de jogadores
Em 30 de janeiro de 2019, logo após a derrota dos anfitriões para o Catar nas semifinais, a Associação de Futebol dos Emirados Árabes Unidos (UAEFA) interpôs recurso formal à AFC sobre a elegibilidade do atacante Almoez Ali e do zagueiro Bassam Al-Rawi, alegando que não se classificaram para jogar pela seleção catari. O recurso foi apresentado com base no sétimo artigo dos estatutos da FIFA, que afirma que um jogador só é elegível para jogar por uma seleção se "viveu continuamente por pelo menos cinco anos naquele território", e os jogadores eram naturalizados catari nascidos no Sudão e no Irã, respectivamente. Foi alegado pelos Emirados Árabes Unidos que Ali e Al-Rawi não viveram continuamente no Catar pelo período determinado após os 18 anos, embora os jogadores argumentassem que suas mães nasceram no país. Em 1 de fevereiro de 2019, horas antes da final, o Comitê de Ética e Disciplina da AFC decidiu a favor da seleção do Catar e rejeitou o protesto apresentado pelos Emirados Árabes Unidos.

## Partida

### Sumário
A partida começou às 18 horas no horário local de Abu Dhabi (UTC+4), no Estádio Xeique Zayed, diante de uma audiência anunciada de 36 776 espectadores, incluindo milhares de omanis. O Japão começou a partida com duas chances de bola parada, mas nenhuma delas capaz de fornecer chance de gol. Almoez Ali, do Catar, abriu o placar aos 12 minutos com um chute de bicicleta a uma distância de 14 metros, após assistência de Akram Afif. Com seu nono gol no torneio, Ali conquistou o recorde de mais gols marcados durante a Copa da Ásia, marca antes estabelecida pelo iraniano Ali Daei. Abdulaziz Hatem marcou o segundo gol do Catar aos 27 minutos, no canto superior do alvo, onde o goleiro japonês Shuichi Gonda não foi capaz de alcançar.
Em seguida, o Japão recuperou a posse de bola e encontrou várias oportunidades de gols antes e depois do intervalo, incluindo um cabeceio de Yoshinori Muto. O Catar teve uma chance precoce de marcar seu terceiro gol aos 56 minutos em um contra-ataque, mas o chute de Hatem foi por cima do travessão. A vantagem foi reduzida para 2–1 com um gol aos 69 minutos à queima-roupa de Takumi Minamino – o primeiro a ser sofrido pela equipe catari durante o torneio. Aos 82 minutos, com auxílio do árbitro assistente de vídeo (VAR), foi marcado pênalti para o Catar após toque de mão de Maya Yoshida. O pênalti foi convertido pelo Akram Afif para dar ao seu grupo uma vantagem de 3–1, que manteve até o final da partida.

### Detalhes
| 1 de fevereiro | Japão        | 1 – 3     | Catar                                | Estádio Xeique Zayed, Abu Dhabi              |
| 18:00 (UTC+4)  | Minamino 69' | Relatório | Ali 12' · Hatem 27' · Afif 83' (pen) | Público: 36 776 Árbitro: UZB Ravshan Irmatov |

| Japão | Catar |

| GK              | 12 | Shūichi Gonda     |     |     |
| RB              | 19 | Hiroki Sakai      | 86' |     |
| CB              | 16 | Takehiro Tomiyasu |     |     |
| CB              | 22 | Maya Yoshida      | 82' |     |
| LB              | 5  | Yuto Nagatomo     |     |     |
| RM              | 8  | Genki Haraguchi   |     | 62' |
| CM              | 7  | Gaku Shibasaki    | 20' |     |
| CM              | 18 | Tsukasa Shiotani  |     | 84' |
| LM              | 21 | Ritsu Doan        |     |     |
| CF              | 15 | Yuya Osako        |     |     |
| CF              | 9  | Takumi Minamino   |     | 89' |
| Substituições:  |    |                   |     |     |
| FW              | 13 | Yoshinori Muto    |     | 62' |
| MF              | 14 | Junya Ito         |     | 84' |
| MF              | 10 | Takashi Inui      |     | 89' |
| Treinador:      |    |                   |     |     |
| Hajime Moriyasu |    |                   |     |     |

| GK             | 1  | Saad Al Sheeb     |       |       |
| CB             | 15 | Bassam Al-Rawi    |       |       |
| CB             | 16 | Boualem Khoukhi   |       | 61'   |
| CB             | 4  | Tarek Salman      |       |       |
| RWB            | 2  | Ró-Ró             | 90+3' |       |
| LWB            | 3  | Abdelkarim Hassan |       |       |
| CM             | 10 | Hassan Al-Haydos  |       | 74'   |
| CM             | 6  | Abdulaziz Hatem   |       |       |
| CM             | 23 | Assim Madibo      |       |       |
| CF             | 11 | Akram Afif        | 84'   |       |
| CF             | 19 | Almoez Ali        |       | 90+6' |
| Substituições: |    |                   |       |       |
| MF             | 14 | Salem Al-Hajri    |       | 61'   |
| MF             | 12 | Karim Boudiaf     |       | 74'   |
| FW             | 7  | Ahmed Alaaeldin   |       | 90+6' |
| Treinador:     |    |                   |       |       |
| Félix Sánchez  |    |                   |       |       |

| Homem do Jogo: Akram Afif Bandeirinhas: Abdukhamidullo Rasulov Jakhongir Saidov Quarto árbitro: Ma Ning Quinto árbitro: Huo Weiming Árbitro assistente de vídeo: Paolo Valeri Árbitros assistentes de árbitro de vídeo: Muhammad Taqi Chris Beath | Regulamento - 90 minutos. - 30 minutos de prorrogação caso haja empate no tempo normal. - Persistindo o empate, o vencedor será decidido nas penalidades máximas. - Doze jogadores substitutos. - Máximo de três substituições, com uma quarta sendo permitida em caso de prorrogação. |

## Pós-jogo

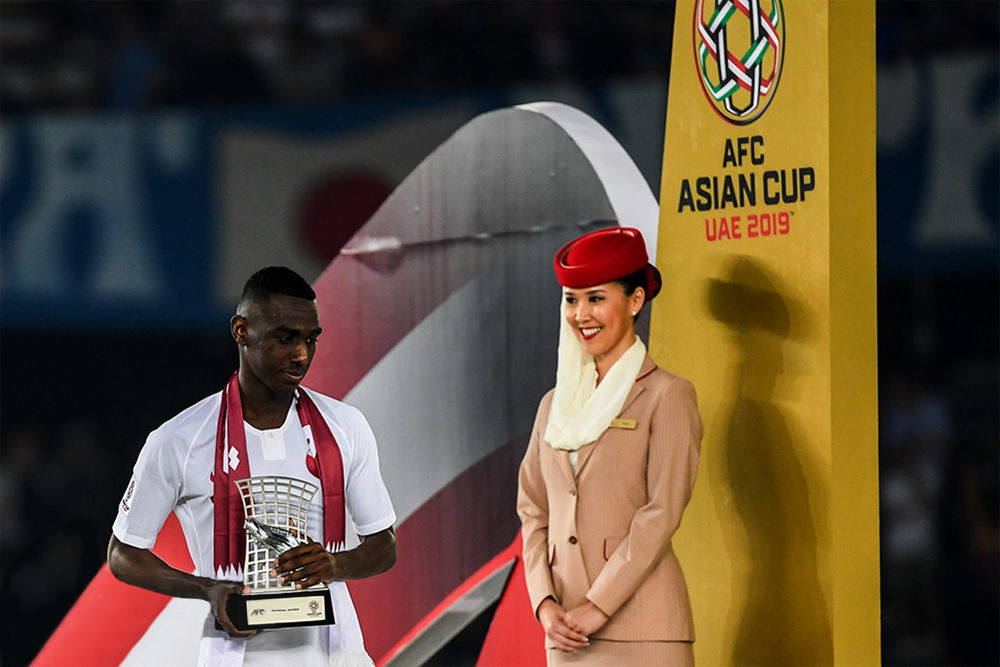
Almoez Ali foi o artilheiro e eleito melhor jogador do torneio.

Com a vitória sobre o Japão, o Catar conquistou seu primeiro título da Copa da Ásia, competição em que nunca antes havia passado das quartas de final, e se tornou o nono país a vencer o torneio. A partida foi a primeira derrota do Japão no torneio, após um recorde de seis vitórias, bem como sua primeira derrota em uma final da Copa da Ásia, tendo vencido as últimas quatro partidas anteriores. O Catar terminou o torneio com total invencibilidade, vencendo todas as sete partidas que levaram ao título. A partida também marcou a estreia de um novo design de bola e troféu para a Copa da Ásia, assim como o primeiro uso de um árbitro assistente de vídeo durante a final do torneio.
Almoez Ali, eleito melhor jogador do torneio, conquistou o prêmio de artilheiro após marcar nove dos dezenove gols do Catar no torneio, ultrapassando a marca de oito gols estabelecida por Ali Daei, do Irã, em 1996. O goleiro Saad Al Sheeb manteve seis jogos consecutivos sem sofrer gols, ganhando o prêmio de melhor goleiro do torneio, tendo levado apenas um gol durante todo o torneio, de Takumi Minamino na final. Akram Afif, do Catar, foi escolhido como o melhor jogador da partida na final, com um gol de pênalti e duas assistências na partida. No geral, ele terminou o torneio com dez assistências, mais do que qualquer outro jogador. O vice-campeão, Japão, ganhou o prêmio de fair play como o time com o melhor registro disciplinar do torneio.
Catar e Japão também foram convidados a competir na Copa América de 2019 antes do torneio. De acordo com a agência de mídia Al Jazeera, do Catar, os jornais dos Emirados deram ênfase apenas à derrota japonesa, deixando de lado a vitória catari, refletindo o conflito diplomático em curso entre o Catar e os Emirados Árabes Unidos.